# Grécia nos Jogos Olímpicos de Inverno de 2010

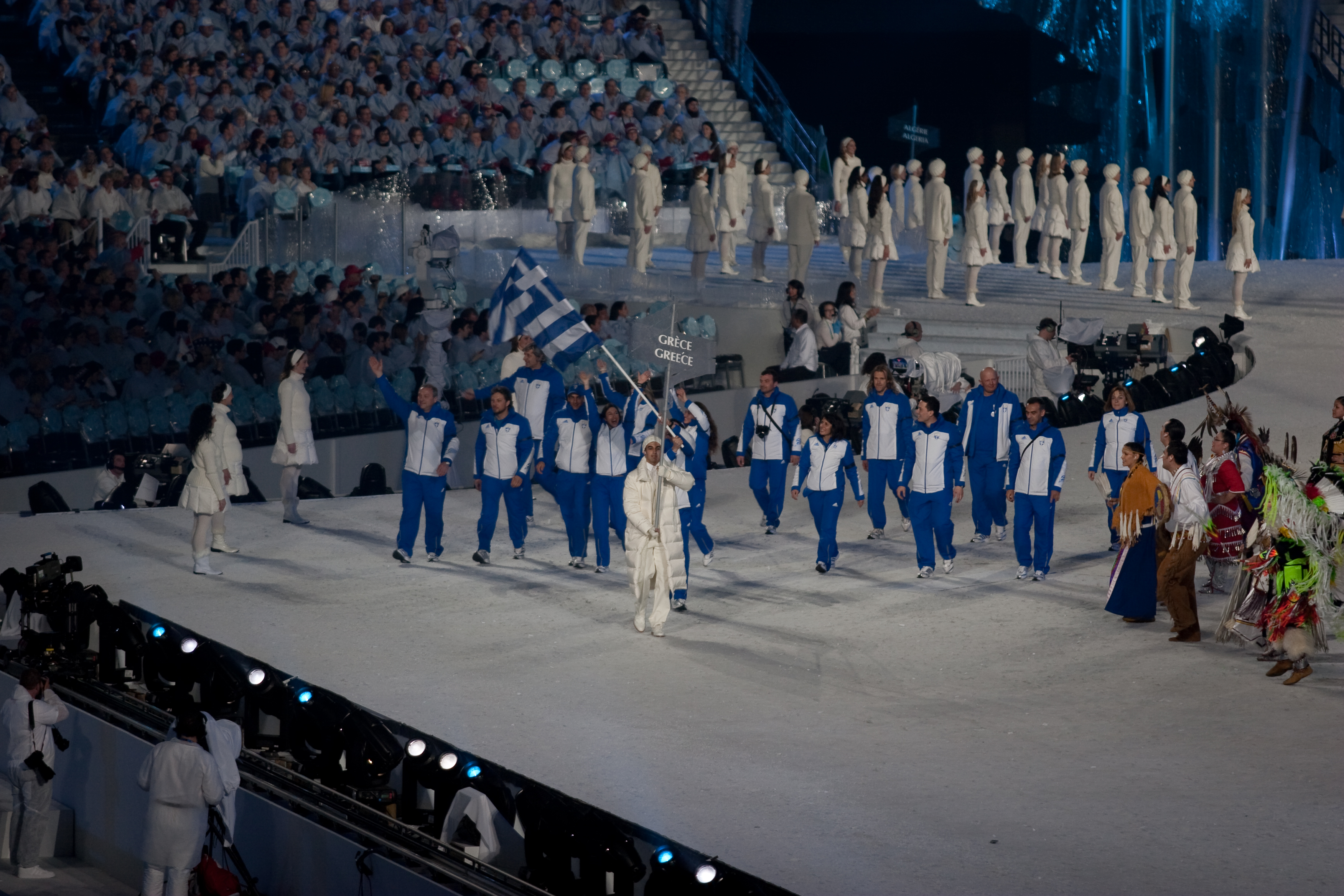
Delegação grega durante a cerimônia de abertura.

A Grécia participou dos Jogos Olímpicos de Inverno de 2010, realizados em Vancouver, no Canadá. Foi a décima sétima aparição do país em Olimpíadas de Inverno.

## Desempenho

### Biatlo
Feminino
| Atleta            | Evento     | Final   | Final       | Final   |
| Atleta            | Evento     | Tempo   | Penalidades | Posição |
| ----------------- | ---------- | ------- | ----------- | ------- |
| Panagiota Tsakiri | Individual | 54:36.3 | 7 (1+2+1+3) | 85º     |
| Panagiota Tsakiri | Velocidade | 24:28.8 | 3 (1+2)     | 86º     |

Masculino
| Atleta               | Evento     | Final   | Final       | Final   |
| Atleta               | Evento     | Tempo   | Penalidades | Posição |
| -------------------- | ---------- | ------- | ----------- | ------- |
| Athanassios Tsakiris | Velocidade | DNF     | DNF         | DNF     |
| Athanassios Tsakiris | Individual | 57:42.1 | 5 (2+0+1+2) | 80º     |

### Esqui alpino
Feminino
| Atleta       | Evento         | Corrida 1 | Corrida 2 | Total   | Pos. |
| ------------ | -------------- | --------- | --------- | ------- | ---- |
| Sophia Ralli | Slalom         | 59.32     | 1:01.09   | 2:00.41 | 47º  |
| Sophia Ralli | Slalom gigante | 1:27.75   | 1:22.86   | 2:50.61 | 53º  |

Masculino
| Atleta               | Evento         | Corrida 1 | Corrida 2 | Total   | Pos. |
| -------------------- | -------------- | --------- | --------- | ------- | ---- |
| Vassilis Dimitriadis | Slalom         | 51.96     | 56.20     | 1:48.16 | 33º  |
| Vassilis Dimitriadis | Slalom gigante | 1:24.37   | DNF       | DNF     | DNF  |
| Stephanos Tsimikalis | Slalom         | 51.96     | 56.20     | 1:48.16 | 33º  |
| Stephanos Tsimikalis | Slalom gigante | DNF       | DNF       | DNF     | DNF  |

### Esqui cross-country
Feminino
| Atleta      | Evento      | Final   | Final |
| Atleta      | Evento      | Total   | Pos.  |
| ----------- | ----------- | ------- | ----- |
| Maria Danou | 10 km livre | 32:14.6 | 72º   |

Masculino
| Atleta           | Evento                | Preliminares | Preliminares | Quartas     | Quartas     | Semifinal   | Semifinal   | Final       | Final       |
| Atleta           | Evento                | Total        | Pos.         | Total       | Pos.        | Total       | Pos.        | Total       | Pos.        |
| ---------------- | --------------------- | ------------ | ------------ | ----------- | ----------- | ----------- | ----------- | ----------- | ----------- |
| Lefteris Fafalis | Velocidade individual | 4:39:40      | 50º          | Não avançou | Não avançou | Não avançou | Não avançou | Não avançou | Não avançou |

Legenda
| Recorde mundial      | Recorde mundial (World record)               |                       | Recorde africano                      | Recorde africano (African) |                                           | Q | Classificado por posição (Qualified) |
| Recorde olímpico     | Recorde olímpico (Olympic record)            | Recorde da América    | Recorde da América (Americas)         | q                          | Classificado por melhor tempo (Qualified) |   |                                      |
| Melhor marca do ano  | Melhor marca do ano (World leading)          | Recorde asiático      | Recorde asiático (Asian)              | DNS                        | Não largou (Did not start)                |   |                                      |
| Recorde nacional     | Recorde nacional (National record)           | Recorde europeu       | Recorde europeu (European)            | DNF                        | Não terminou (Did not finish)             |   |                                      |
| Recorde pessoal      | Recorde pessoal do atleta (Personal best)    | Recorde da Oceania    | Recorde da Oceania (Oceania)          | DSQ / DQ                   | Desclassificado (Disqualified)            |   |                                      |
| Recorde da temporada | Recorde da temporada do atleta (Season best) | Recorde sul-americano | Recorde sul-americano (South America) | NM                         | Sem marca (No mark)                       |   |                                      |